# Alicia, Arkansas
Alicia är en ort i Lawrence County i delstaten Arkansas, USA.